# Старий Іржавець
Старий Іржа́вець — село в Україні, у Оржицькій селищній громаді Лубенського району Полтавської області. Населення становить 677 осіб. До 2020 орган місцевого самоврядування — Староіржавецька сільська рада. 

## Географія
Село Старий Іржавець знаходиться біля витоків річки Ржавець, нижче за течією примикає село Новий Іржавець.

## Історія
Виник в другій половині XVIII ст. Згадується як хутір сотенного осавула Семперовича. У 1802 р. в селі побудовано церкву, а у 1897 р. споруджено новий Всесвятський храм. Назва походить від річки Іржа чи Іржавчик, що тут протікала.
З 1917 — у складі УНР. З 1991 — у державі Україна.
Село постраждало внаслідок геноциду українського народу, проведеного урядом СССР 1932—1933 та 1947—1947.
12 червня 2020 року, відповідно до розпорядження Кабінету Міністрів України № 721-р «Про визначення адміністративних центрів та затвердження територій територіальних громад Полтавської області», село увійшло до складу Оржицької селищної громади.
19 липня 2020 року, в результаті адміністративно - територіальної реформи та ліквідації  Оржицького району, село увійшло до складу новоутвореного Полтавського району.

## Символіка
Затверджений 8 червня 2007 р. рішенням сесії сільської ради. Автор — С.Дерев'янко. Герб є напівпромовистим.

### Герб
На червоному полі здиблений срібний кінь із золотою гривою, хвостом і копитами стоїть над срібною пониженою тонкою хвилястою балкою, зліва вгорі — золотий лапчастий хрест у золотому кільці. Щит обрамований декоративним картушем i увінчаний золотою сільською короною.
За переказами старожилів, у цьому місці козаки напували коней, які дуже іржали, й тому нібито виникла назва річки Іржавчик. Золотий хрест в ореолі символізує високу духовність мешканців територіальної громади та уособлює храмове свято Різдва Пресвятої Богородиці. Срібна хвиляста смуга вказує на річку Іржавчик, яка тепер перетворилася на кілька ставків.

### Прапор
Квадратне полотнище, на якому здиблений білий кінь із жовтою гривою, хвостом і копитами на червоному полі, обрамованому білою смугою (шириною в 1/35 сторони прапора) і лиштвою з жовтих і блакитних трикутників (завширшки в 1/8 сторони полотнища).

## Політика

### Парламентські вибори, 2019
На позачергових парламентських виборах 2019 року у селі функціонувала окрема виборча дільниця № 530680, розташована у приміщенні сільської ради.
Результати
- зареєстровано 444 виборці, явка 59,68%, найбільше голосів віддано за «Слугу народу» — 46,01%, за Радикальну партію Олега Ляшка — 16,73%, за «Опозиційну платформу — За життя» — 11,41%.[4] В одномандатному окрузі найбільше голосів отримала Анастасія Ляшенко (Слуга народу) — 25,19%, за Фахраддіна Мухтарова (самовисування) — 18,70%, за Костянтина Іщейкіна (самовисування) — 15,65%[5].

## Освіта
В селі працює Староіржавецька ЗОШ І-ІІІ ступенів, яка розташована на розі траси до Оржиці та вулиці Шкільної. У школі навчається 80 учнів. Школа розміщується в просторому приміщенні. Директором школи є Черненко Лілія Василівна.

## Пам'ятки
- Всіхсвятська церква дерев'яна православна церква, збудована 1802.
- Братська могила радянських воїнів[d];
- Пам'ятний знак полеглим воїнам-односельчанам[d];

## Уродженці села
- Зіненко Микола Григорович (1893–1938) — український радянський діяч, голова Коростенського і Проскурівського окрвиконкомів, секретар Всеукраїнського Центрального Виконавчого Комітету (ВУЦВК) УСРР. Член Ревізійної Комісії КП(б)У в червні 1937 — 1938 р., розстріляний 1938.
- Холоша Володимир Іванович (1955) — український атомний енергетик на ЧАЕС, державний діяч. Голова Державного агентства України з управління зоною відчуження (з 24 грудня 2010). Екс-Міністр України з питань надзвичайних ситуацій та у справах захисту населення від наслідків Чорнобильської катастрофи (1994–1996).
- Поліщук Василь Валерійович (1995-2022) — молодший сержант Збройних сил України, відзначився у ході російського вторгнення в Україну, учасник російсько-української війни, Герой України з удостоєнням ордена «Золота Зірка» (посмертно).

## Також
- Перелік населених пунктів, що постраждали від Голодомору 1932—1933 (Полтавська область)